# سپر (خودرو)

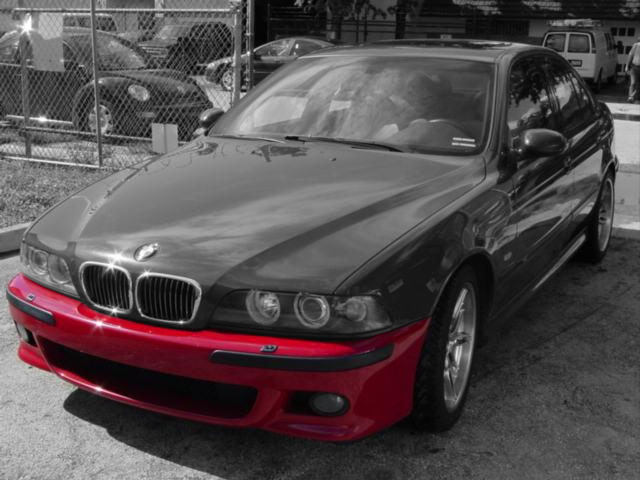
سپر جلو ب ام و، به رنگ قرمز

سِپَر (به انگلیسی: Bumper) عبارت است از بخشی از بدنه یک خودرو که در جلو و پشت آن قرار دارد. دلیل طراحی این بخش در خودروها ایجاد ایمنی در آن و عدم خوردن ضربه به خودرو می‌باشد. البته در تصادف‌هایی که در سرعت بالا رخ می‌دهد این بخش قادر به مهار خسارت‌ها نیست اما به میزان زیادی این خسارت‌ها را کاهش می‌دهد. در بسیاری از کشورها از لحاظ قانونی وجود سپر در وسایل نقلیه اجباری می‌باشد.
نخستین سپرهایی که برای خودروها ساخته می‌شدند فلزی بودند. این سپرها دارای استحکام بسیار زیادی بودند نکات منفی هم داشتند. یکی از این نکات وزن بسیار زیاد آن است نکته دیگر این که این سپرها ضربه را به خوبی مهار نمی‌کنند و به سایر قسمت‌ها از جمله اتاق خودرو منتقل می‌کنند.
سپر جلوی خودروهای امروزی شامل سه قسمت اصلی پیشانی، جاذب و تیر عرضی سپر است. پیشانی، قسمت ظاهری و زیبایی سپر خودرو را بر عهده دارد، که قادر نیست ضربه‌های زیادی را تحمل کند. قسمت جاذب برای از بین بردن انرژی جنبشی واردشده بر سپر خودرو مورد استفاده قرار می‌گیرد. تیر عرضی نیز قسمتی است که به جذب انرژی جنبشی ناشی از ضربه‌های اساسی و بزرگ کمک کرده و در برابر ضربه‌های کوچک مقاومت می‌کند و قسمت کلیدی اسپرت خودرو به‌شمار می‌آید.
قطعه‌ای نیز به عنوان ضربه‌گیر بر روی سپرهای خودرو نصب می‌شود که گل سپر نام دارد. گلِ سپر یا گل‌سپر قطعه‌ای فلزی یا لاستیکی است و برای جلوگیری از آسیب دیدن خودرو روی سپر آن نصب می‌شود.